# Línea 16 (EMT Málaga)
La línea 16 de la EMT Málaga era una línea regular que comunicaba el Centro de la ciudad con los barrios de La Misericordia y los alrededores de la antigua Central Térmica de la ciudad, de la que queda su chimenea. Dejó de dar servicio el 3 de febrero de 2018 al fusionarse con la línea 7 en una nueva «macrolínea 7».

## Recorrido

### Ida
La línea tenía su inicio en la Plaza General Torrijos, cerca de la Plaza de Toros. Continuaba por el Paseo del Parque, atrabesaba la Alameda Principal y rodeaba el edificio de Hacienda para encarar Cuarteles, recorriendo toda la calle y Héroe de Sostoa. En el cruce con la Avenida de la Paloma giraba a la izquierda, y a su fin giraba a la derecha para continuar por Sor Teresa Prat. Al final de la vía, en la Plaza de las Brigadas Internacionales, girbaa a la izquierda y luego a la derecha para encarar el Camino de la Térmica, por el que sigue hasta llegar a la Avenida Imperio Argentina, donde se encuentra su cabecera.
Línea que en un principio, tenía su cabecera en la puerta del cuartel de la Guardia Civil en la playa de Sacaba. Posteriormente, tras abrir la Calle Pacífico de doble vía, para aliviar la Carretera de Cádiz, se olvidaron de la barriada de Sacaba Beach, dejándola aislada. Ahora la parada más próxima del 16 está a 10 minutos. 
Ahora se ha ampliado la línea pero siempre hacia un punto más lejano, olvidándose de que con un desvío de tres minutos, se haría con un servicio que nunca debió perder.
Se parchea con la línea 40 de lunes a viernes de hora en hora, no con la periodicidad de la línea 16. Los fines de semana no tiene servicio
| Parada                                        | Código de Parada | Conexión EMT                        | Conexión otras redes              |
| --------------------------------------------- | ---------------- | ----------------------------------- | --------------------------------- |
| Paseo del Parque - Plaza del General Torrijos | 1601             | 16                                  |                                   |
| Paseo del Parque - Ayuntamiento               | 302              | 3, 16, C1                           |                                   |
| Paseo del Parque - Plaza de la Marina         | 303              | 3, 16, A Express, C1                |                                   |
| Alameda Principal - Norte                     | 901              | 16                                  |                                   |
| Avda. Andalucía - Hacienda                    | 305              | 1, 3, 10, 16, C1, N1                |                                   |
| Cuarteles - Perchel                           | 306              | 1, 3, 10, 16, C1, N1                | Estación de tren de cercanías     |
| Cuarteles - Eslava                            | 307              | 1, 3, 10, 16, 19, 24, 27, C1, N1    |                                   |
| Héroe Sostoa - Estación FFCC                  | 308              | 1, 3, 10, 16, 19, 27, A Express, N1 | Estación de Málaga-María Zambrano |
| Héroe Sostoa - La Isla                        | 309              | 1, 3, 10, 16, 19, 27, N1            |                                   |
| Héroe Sostoa - Jardín de la Abadía            | 310              | 1, 3, 10, 16, 19, 27, N1            |                                   |
| Héroe Sostoa - Princesa                       | 311              | 1, 3, 10, 16, 19, 27, N1            |                                   |
| Héroe Sostoa - Obras Públicas                 | 312              | 1, 3, 10, 16, 19, 27, N1            |                                   |
| Héroe Sostoa - Girón                          | 313              | 3, 16, 19, 22, 27, 31, N1           |                                   |
| Avenida de la Paloma - Bda. Girón             | 1526             | 15, 16                              |                                   |
| Avenida Sor Teresa Prat - Tabacalera          | 1530             | 15, 16                              |                                   |
| Las Delicias                                  | 1521             | 15, 16                              |                                   |
| Parque Mediterráneo                           | 1522             | 15, 16                              |                                   |
| Luis Barahona de Soto - Parque del Oeste      | 1523             | 15, 16                              |                                   |
| Santa Paula                                   | 1524             | 15, 16                              |                                   |
| Camino de la Térmica - Selene                 | 1525             | 15, 16                              |                                   |
| Camino de la Térmica - San Patricio           | 1602             | 16                                  |                                   |
| Camino de la Térmica - Central                | 1603             | 16                                  |                                   |
| Imperio Argentina - Camino de la Térmica      | 1607             | 16                                  |                                   |
| Imperio Argentina                             | 1655             | 16                                  |                                   |

### Vuelta
Tras salir de Imperio Argentina, la línea deshace el camino recorrido por el Camino de la Térmica, Luis Barahona de Soto y Sor Teresa Prat para continuar por La Hoz, Ayala y Salitre, a cuyo fin gira a la izquierda para alcanzar la Avenida de la Aurora y tomar el primer vial a la derecha para continuar por la Avenida de Andalucía. Tras cruzar la Alameda Principal y el Paseo del Parque, en la Plaza General Torrijos se encuentra su cabecera.
| Parada                                        | Código de Parada | Conexión EMT                           | Conexión otras redes              |
| --------------------------------------------- | ---------------- | -------------------------------------- | --------------------------------- |
| Imperio Argentina                             | 1655             | 16                                     |                                   |
| Imperio Argentina - Camino de la Térmica      | 1656             | 16                                     |                                   |
| Camino de la Térmica - Central                | 1653             | 16                                     |                                   |
| Camino de la Térmica - San Patricio           | 1654             | 16                                     |                                   |
| Camino de la Térmica - Selene                 | 1552             | 15, 16                                 |                                   |
| Luis Barahona de Soto - Santa Paula           | 1553             | 15, 16                                 |                                   |
| Luis Barahona de Soto - Parque Mediterráneo   | 1554             | 15, 16                                 |                                   |
| Sor Teresa Prat - Bda. De las Delicias        | 1555             | 15, 16                                 |                                   |
| Sor Teresa Prat - Ave María                   | 1556             | 15, 16                                 |                                   |
| Sor Teresa Prat - Tabacalera                  | 1557             | 15, 16                                 |                                   |
| La Hoz - Mercado de Huelin                    | 1259             | 1, 3, 9, 10, 16, 19, 27, N1            |                                   |
| Ayala - Jardín de la Abadía                   | 360              | 1, 3, 9, 10, 16, 19, 27, N1            |                                   |
| Ayala - Iglesia                               | 361              | 1, 3, 9, 10, 16, 19, 27, N1            |                                   |
| Ayala - Los Arcos                             | 362              | 1, 3, 9, 10, 16, 19, 27, N1            | Estación de Málaga-María Zambrano |
| Salitre - Jacinto Verdaguer                   | 368              | 1, 3, 9, 10, 16, C2, N1                |                                   |
| Salitre - Pasillo del Matadero                | 364              | 1, 3, 9, 10, 16, C2, N1                |                                   |
| Avda. de la Aurora - Correos                  | 253              | 1, 2, 3, 9, 10, 16, 26, 30, 61, C2, N1 | Estación de tren de cercanías     |
| Alameda Principal - Sur                       | 365              | 3, 16, 19                              |                                   |
| Paseo del Parque - Plaza de la Marina         | 367              | 3, 4, 14, 16, 19, 25                   |                                   |
| Paseo del Parque - Ayuntamiento               | 368              | 3, 4, 14, 16, 19, 25                   |                                   |
| Paseo del Parque - Plaza del General Torrijos | 1601             | 16                                     |                                   |